# Basílica María Auxiliadora y San Carlos (Buenos Aires)
La Basílica María Auxiliadora y San Carlos es un templo monumental erigido por la Orden Salesiana en la ciudad de Buenos Aires. También conocida popularmente como Basílica de María Auxiliadora, se construyó entre los años 1900 y 1910 y constituye la obra arquitectónica de mayor envergadura realizada por los salesianos de Don Bosco en la Argentina.
El 24 de junio de 1900, el internuncio apostólico ante el gobierno argentino Mons. Antonio Sabatucci bendijo la piedra fundamental del templo por delegación del papa León XIII, quien manifestaba así su consustanciación con la obra de Don Bosco. Por su parte, el presidente de la Nación Argentina Julio Argentino Roca y Teodelina Fernández de Alvear oficiaron de padrinos. A instancias del sacerdote salesiano José Vespignani, la construcción se desarrolló bajo la conducción de su hermano Ernesto Vespignani, un reconocido arquitecto italiano que arribó a Buenos Aires el 4 de febrero de 1901.
De porte monumental y acústica notable, con mezcla de elementos arquitectónicos entre los que sobresalen los del estilo neorrománico lombardo, la basílica cuenta con una cúpula coronada por una linterna que sostiene una imagen de María Auxiliadora de cinco metros de altura. En el frente, la torre campanario de la basílica continúa en un chapitel que remata a 64 m de altura con una cruz, punto sobresaliente del barrio durante varias décadas. El interior presenta tres niveles: la cripta con 16 altares, el templo medio, y el templo superior al que se accede desde el mismo interior por dos escalinatas ubicadas a ambos lados del altar mayor. El templo medio o planta central, con sus altares laterales, y el templo superior conformado por sendas galerías fueron consagrados e inaugurados el 1 de mayo de 1910. El nivel superior remata en el «camarín de la Virgen», el cual alberga una imagen de María Auxiliadora que es motivo de especial devoción por parte de los fieles católicos. El 23 de marzo de 1903, los salesianos de la Argentina lograron que se les confíara esa figura de María Auxiliadora bendecida por san Juan Bosco en la década de 1880, y Vespignani la trasladó de París a Buenos Aires en 1904. La misma fue entronizada en su lugar definitivo el 24 de mayo de 1910, en la víspera del centenario de la Revolución de Mayo, y constituye la máxima expresión de la espiritualidad salesiana del templo.
El 20 de julio de 1915 tuvo lugar la agregación del templo a la Basílica de San Pedro de Roma y el 7 de diciembre de 1924 su agregación a la Basílica de Santa María la Mayor de Roma. El templo fue elevado a la dignidad de basílica menor el 12 de junio de 1942 por el papa Pío XII, a través del breve Bonaerense templum. Su titular es san Carlos Borromeo, pero el 15 de abril de 1953, la Santa Sede declaró a María Auxiliadora «cotitular» de la Basílica, «debiendo ocupar este título el primer lugar». Finalmente, el 24 de mayo de 1956, la imagen de María Auxiliadora ubicada en el camarín recibió la coronación pontificia.
Entre los elementos valiosos que la basílica alberga en su espacioso y fastuosamente decorado interior se encuentra un órgano «Carlo Vegezzi Bossi» (Italia, 1910), considerado entre los más distinguidos de Buenos Aires. Ese instrumento fue inaugurado por el virtuoso Luis Ochoa en 1911, en presencia del compositor italiano Pietro Mascagni.
Desde el punto de vista cultural, el templo constituye uno de los elementos históricos característicos de Almagro, razón por la cual integra el centro del emblema propio de ese barrio porteño. En 2006, la Legislatura de la Ciudad de Buenos Aires declaró a la basílica de «interés histórico y cultural». Desde el punto de vista religioso, la basílica es la expresión edilicia por antonomasia de la espiritualidad de Don Bosco en la Argentina, concebida como parte del complejo conformado además por el Colegio Pío IX, el Colegio y oratorio San Francisco de Sales, y el Instituto María Auxiliadora. Personalidades notables forman parte de la historia de la antigua iglesia parroquial previa a la construcción de la basílica: siendo niño y según la tesis francesista, Carlos Gardel habría cantado en su coro en 1901 junto con Ceferino Namuncurá, quien ya había recibido allí la confirmación el 5 de noviembre de 1899. En la basílica ya construida, Jorge Mario Bergoglio, luego papa Francisco, fue bautizado en la Navidad de 1936 y, ya como arzobispo de Buenos Aires, presidió las celebraciones litúrgicas en varias oportunidades.
En cuanto a actividades en la actualidad, se desarrollan celebraciones de misa diariamente. Además, también ofrecen servicios de confesión, ayudas a comedores sociales y se celebran los días de San Juan Bosco y de María Auxiliadora los días 31 de enero y 24 de mayo respectivamente.

## Historia

### Antecedentes: la capilla y la iglesia
El primer antecedente de la actual basílica fue una capilla dedicada a san Carlos Borromeo, construida a principios del siglo XIX por el terrateniente portugués Don Carlos Dos Santos Valente. Los bienes de este rico comerciante incluían una quinta que se extendía hasta las actuales calles Virrey Liniers y Billinghurst, y las avenidas Díaz Vélez, Medrano, Castro Barros e Hipólito Yrigoyen, donde se ubicaba la capilla mencionada. En 1809, la quinta fue comprada por Juan Bautista Ferreyra y, embargada en 1812, quedó en manos de Miguel Marín, un vecino de la zona.

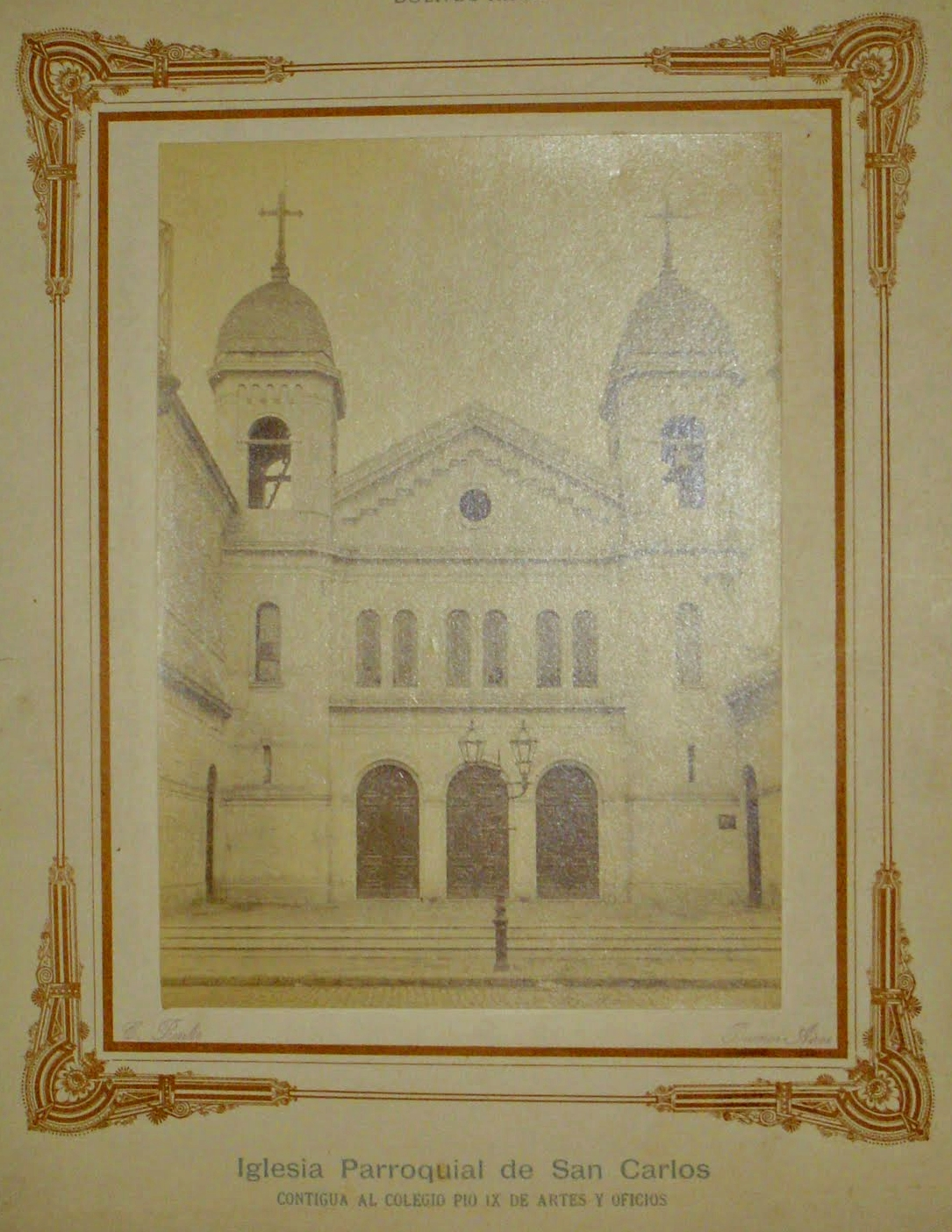
Antigua Iglesia parroquial de San Carlos Borromeo, cuya edificación finalizó en 1874

En 1834 y a efectos de reemplazar el Camino Real de Oeste, el gobierno de Juan Manuel de Rosas dispuso la apertura de un camino recto que atravesó el centro de la que fuera la quinta de don Carlos Dos Santos Valente. Como consecuencia de la apertura de ese camino la mencionada quinta quedó dividida en dos: la parte sur fue comprada el 29 de agosto de 1838 por Miguel Ángel Rodríquez, en tanto que el 28 de septiembre de 1839 el acaudalado criollo Julián de Almagro adquirió la parte norte. La mayoría de los historiadores sostiene que de su apellido se habría originado el nombre del barrio de Almagro. Por entonces, la zona era eminentemente rural. En ella se encontraban tambos y almacenes, que alternaban con quintas de árboles frutales, terrenos de labranza, alfalfares y algunos hornos de ladrillos.
Hacia 1870, la actual calle Quintino Bocayuva de la ciudad de Buenos Aires –en cuya esquina con la avenida Hipólito Yrigoyen se construiría la basílica– se denominaba «Estebarena» en razón del apellido de los dueños del lugar. El 8 de junio de 1871, un grupo de veinticinco vecinos designó la primera comisión iniciadora de la «Sociedad Progresista de la Villa de San Carlos». El 29 de junio se aceptó el terreno donado por don Martín Estebarena para la construcción de una iglesia, cuya escritura a favor de la sociedad se realizó el 15 de marzo de 1872.
El 14 de febrero, los vecinos solicitaron al arzobispo León Federico Aneiros el permiso de edificación de una iglesia en la Villa San Carlos. El 29 de septiembre de 1873, los terrenos donados pasaron a propiedad de la Iglesia, y en 1874 finalizó la construcción del aquel primer templo, cuyo expediente de fundación data del 18 al 25 de marzo.

### Los salesianos

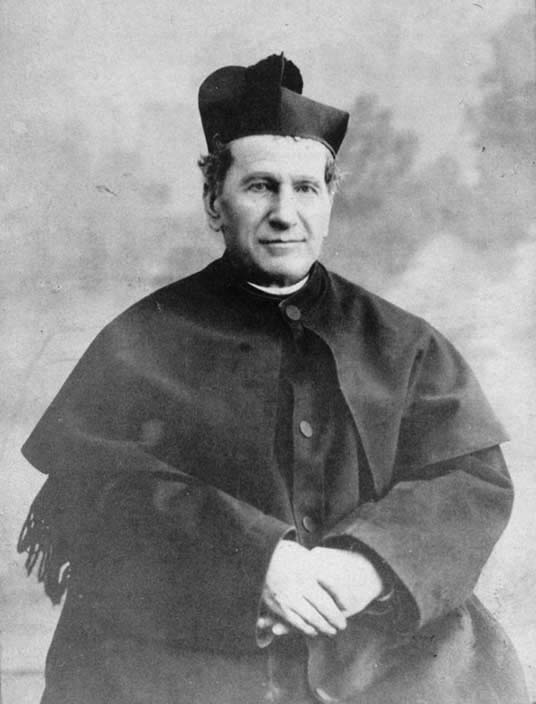
Juan Bosco en 1887. A inspiración suya, los salesianos iniciaron su misión en la Argentina en 1875.

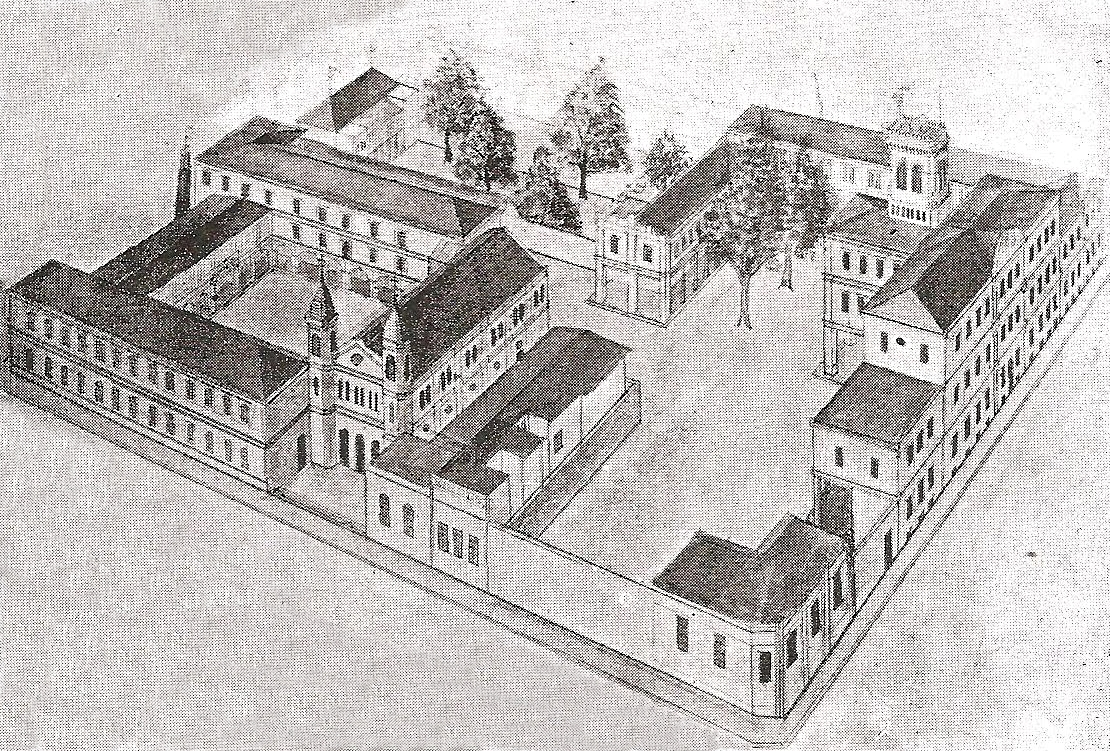
Primer anteproyecto salesiano de fines del, que mantenía la primera Iglesia de San Carlos, a la que se sumaba la Escuela de Artes y Oficios, antecedente del actual Colegio Pío IX.

El 14 de diciembre de 1875, los salesianos llegaron a la Argentina provenientes de Génova. Se trataba de la primera misión salesiana realizada fuera de Italia, emprendida a instancias de Juan Bosco, rector mayor de la congregación, y apoyada por el propio Pío IX. Se considera que aquella idea de Don Bosco llevada a la práctica terminó por constituir uno de los acontecimientos de mayor impacto en la historia eclesiástica argentina.
El gobierno central había sugerido la instalación de un taller-escuela de artes y oficios, que ni el sector público ni las instituciones privadas habían podido abrir hasta el momento. El 27 de abril de 1876 se concretó un acuerdo entre el presbítero salesiano Dr. Juan Cagliero y el Dr. Eduardo Carranza y Viamont, presidente de las Conferencias Vicentinas, para fundar la Escuela de Artes y Oficios. Así, los salesianos llevaron adelante ese proyecto al habilitar un local en las actuales calles Tacuarí y Av. San Juan, que funcionó durante 1877 y 1878. Con la creación de la Parroquia de San Carlos Borromeo, el taller-escuela se trasladó a su emplazamiento definitivo para convertirse en el primero en su tipo en Argentina. Contaba con secciones de carpintería, zapatería, sastrería, encuadernación e imprenta, y poco después de herrería. Su importancia daría lugar a un cambio en la identidad de la calle «Estebarena», que sería rebautizada con el nombre «Artes y Oficios» hacia 1895. Recién por resolución del 12 de julio de 1912 la calle adquiriría su nombre actual, «Quintino Bocayuva». Años más tarde, la Escuela de Artes y Oficios tendría un papel destacado en la construcción de la basílica, ya que allí se realizaría la mayor parte de las esculturas y objetos decorativos que la adornaron. Ese taller-escuela fue el embrión del actual Colegio Pío IX de Almagro.
En 1878, y luego de varias tratativas, los padres salesianos se hicieron cargo de la Iglesia de San Carlos mediante un convenio firmado el 29 de enero, en la festividad de Francisco de Sales, figura muy apreciada por la congregación. El 8 de mayo de 1878 tuvo lugar la erección canónica de la Parroquia San Carlos Borromeo, durante el arzobispado de León Federico Aneiros. Su primer párroco fue Esteban Bourlot SDB. En 1879, Bourlot sería destinado a la parroquia San Juan Evangelista del barrio de La Boca. Por la obra que desarrolló allí, se lo conoció como «el apóstol de la boca del Riachuelo».

### José y Ernesto Vespignani: el ideólogo y el constructor
Con el tercer viaje de misioneros salesianos a la Argentina (1877) llegó José Vespignani (1854-1932), un sacerdote nacido en Lugo (Italia) el 2 de enero de 1854, a quien el propio Don Bosco le había sugerido que aprendería con ellos a fundar y mantener colegios «para irse luego [...] a hacer lo mismo». En Argentina fue asignado primero a la Iglesia Mater Misericordiae y luego al Colegio Pío IX de Almagro, donde llegó a ejercer la dirección en 1894. A partir de 1895 fue designado inspector salesiano de Argentina, cargo que ocupó durante 27 años. Fue José Vespignani quien gestionó ante los padres superiores de Italia la venida de su hermano Ernesto para que se hiciera cargo de las obras arquitectónicas salesianas en la Argentina.
Ernesto Vespignani (1861-1925) había estudiado dibujo (disegno) en la Academia Albertina de Bellas Artes de Turín (Accademia Albertina di Belle Arti di Torino) con Camillo Boito como profesor. Se graduó en 1879 y se ordenó sacerdote salesiano diez años después. Fue responsable de la fundación de la Oficina Técnica Central de Arquitectura Salesiana, considerada verdadera escuela de arte.
El 1 de abril de 1899, José Vespignani anunció la construcción de un nuevo templo como homenaje «de fin y principio de siglo» al Sagrado Corazón de Jesús y María Auxiliadora. 
Desde Buenos Aires, José solicitó a su hermano Ernesto que proyectara el templo de San Carlos. En efecto, «...lo reducido de la antigua iglesia San Carlos y la necesidad de ofrecer comodidad a la población siempre creciente del extenso barrio de Almagro, hizo nacer el deseo de tener un espacioso y hermoso templo».
El proyecto se presentó en el II Congreso de Cooperadores Salesianos, realizado entre el 19 y el 21 de noviembre de 1900, con motivo de cumplirse el 25.º aniversario de las misiones argentinas.
Cuando Ernesto Vespignani viajó a la Argentina en 1901, trasladó con él su biblioteca para reproducir en Buenos Aires aquella oficina, en la que actuó como director. Ya en Italia había iniciado el proyecto del nuevo templo de San Carlos Borromeo, que él tituló en sus planos Nuova Chiesa Parrocchiale in Almagro - Buenos Aires (Nueva iglesia parroquial en Almagro - Buenos Aires) en tanto que en Argentina estaban dadas las condiciones para su concreción.

### La obra
En su localización definitiva, el templo se ubicó en uno de los extremos del complejo salesiano, en la esquina conformada por la Avda. Hipólito Yrigoyen y la calle Quintino Bocayuva.

#### Inicio
El 24 de junio de 1900, se dio inicio oficial a la obra con la colocación de la piedra fundamental en una celebración presidida por Juan Cagliero. El papa León XIII, muy consustanciado con la obra de Don Bosco, delegó en el internuncio Mons. Antonio Sabatucci la bendición de la piedra fundamental del nuevo templo, en tanto que el presidente argentino Julio Argentino Roca y Teodelina Fernández de Alvear aceptaron ser los padrinos. Este fue uno de los primeros actos conjuntos, luego de la recomposición de las relaciones diplomáticas entre la Argentina y la Santa Sede. En efecto, León XIII había acreditado poco tiempo antes a Mons. Antonio Sabatucci como nuncio interapostólico ante el gobierno argentino, y el arzobispo presentó sus credenciales y fue reconocido en dicho carácter el 23 de mayo de 1900, un mes antes de la colocación de la piedra fundamental del templo. A partir de entonces, las relaciones diplomáticas se profundizaron en el mismo sentido.

#### Fondos para la obra
Entre 1885 y 1901, la congregación salesiana adquirió diferentes terrenos sobre la actual calle Quintino Bocayuva que posibilitaron la construcción del templo definitivo. Además se generaron diferentes campañas de recolección de fondos en toda la Argentina para construir el templo, que hacían posible la colaboración de personas de diverso poder adquisitivo.

#### Desarrollo
Ya en 1902 se inauguró parcialmente la cripta o templo inferior, ubicado en el subsuelo, que se dedicaría al culto de los difuntos. El 1 de mayo de 1910 se consagró e inauguró el templo medio y el templo superior del altar del Sagrado Corazón de Jesús. El 24 de mayo de ese año, en coincidencia con la solemnidad litúrgica de María Auxiliadora, el templo abrió sus puertas a los fieles. La edificación y ornamentación del templo se desarrolló en menos de 10 años, lo que se considera un plazo razonable en función de su magnitud arquitectónica y la profusión artística que la acompaña.
Ernesto Vespignani asoció su obra para la sociedad salesiana con un lenguaje arquitectónico específico, que había iniciado durante la construcción de la Capilla de San Francisco del Colegio de Valsalice, en las afueras de Turín, y el teatro del oratorio de Valdocco en que estilizó la austeridad del estilo románico lombardo, ejemplificado en la Basílica de San Ambrosio de Milán. Para una congregación joven y en expansión como lo era la salesiana de principios del siglo XX, Vespignani buscaba transmitir en su arquitectura expresiones de espiritualidad y fortaleza, y que a su vez llevara implícita la idea de nacionalidad. Así, él interpretó que el estilo románico lombardo era aquel que mejor expresaba lo que deseaba comunicar.

## Arquitectura
De entre las obras del Arq. Vespignani, se considera que la Basílica María Auxiliadora y San Carlos es la más consumada y de proporciones más amplias. En ella se combinan diferentes estilos, si bien su base es el estilo neorrománico lombardo, tal como él mismo lo señaló:

El templo es de estilo románico; no es éste sino el desarrollo de las antiguas formas romano-cristianas (...) especialmente en la Lombardía, por cuya razón tomó también el apelativo de lombardo. Nos pareció conveniente dicho estilo porque está más en armonía con la antigua advocación del Templo que está confirmada en el nuevo, y dedicado como aquél a san Carlos, arzobispo de Milán; pero mucho más aún por ciertos rasgos característicos de este estilo que responden admirablemente a las particulares exigencias de un templo como éste en el que deben congregarse los fieles de la parroquia y los alumnos del colegio anexo, sin molestia recíproca, sino con mutua edificación.
Ernesto Vespignani

Sin embargo, el templo es más bien característico de una arquitectura ecléctica, ya que:
1. el estilo románico tiene su representación en el arco de medio punto y en la planta del templo;
2. el estilo lombardo se muestra en la decoración estriada;
3. el estilo bizantino aparece en el contraste ornamental entre el interior y el exterior;
4. el estilo barroco se pone de manifiesto en la profusión de ornamentos, color, formas y dorados;
5. el estilo gótico se revela en la verticalidad transmitida por la esbeltez de las columnas y las ventanas con vitrales.

Juan Antonio Lázara definió el estilo de la obra de Ernesto Vespignani en general y de la basílica en particular como «neorrománico ecléctico», representativo de una etapa de transición entre la ortodoxia neogótica y la ortodoxia románica.

### Fachada principal
La fachada ostenta los rasgos esenciales de estilo románico con la inclinación en el frente en armonía con la del techo, las pilastras que se dividen en tres partes para indicar la repartición interna de las naves, rematándose con graciosos pináculos a manera de templete.

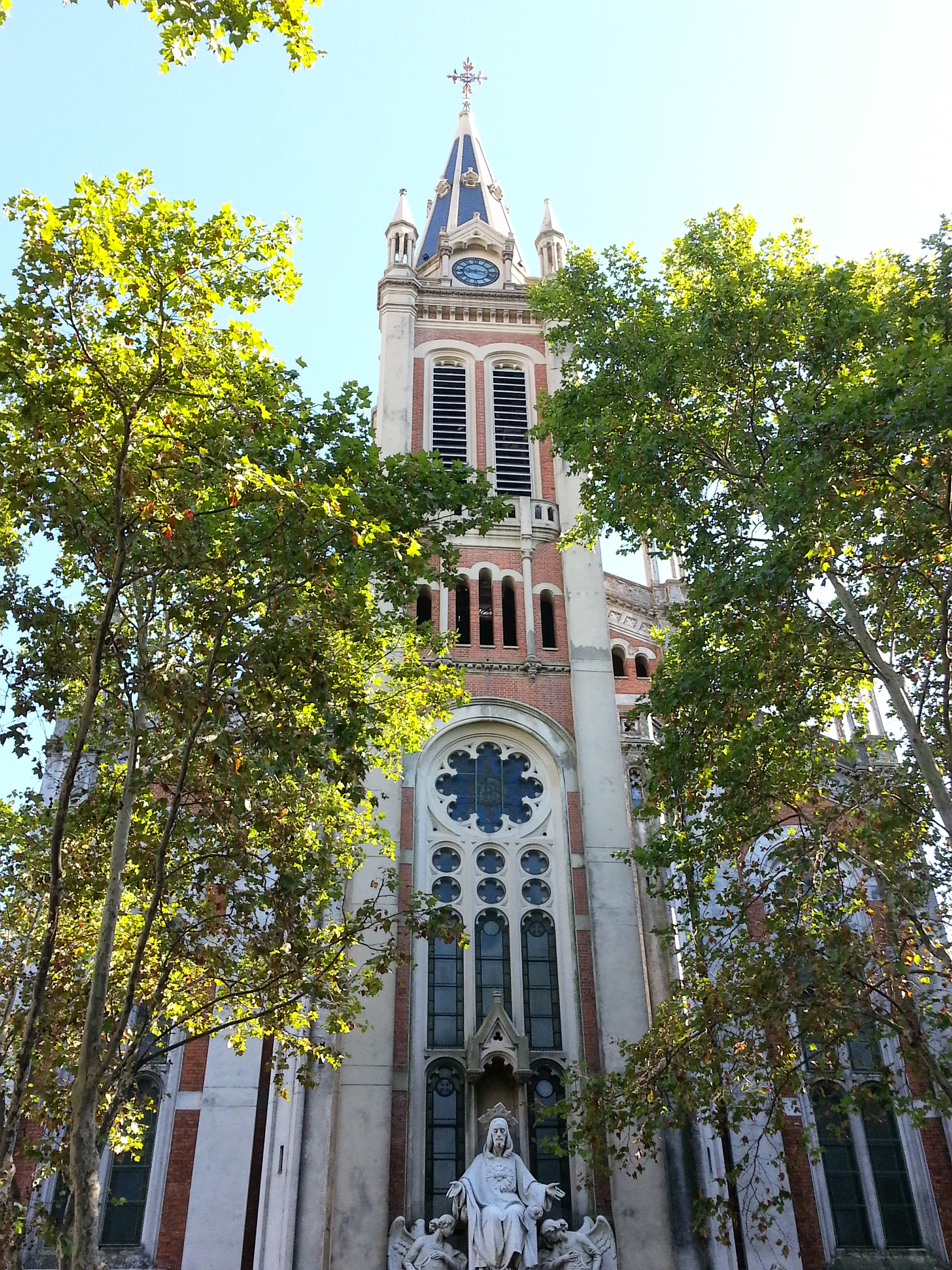
Fachada de la basílica

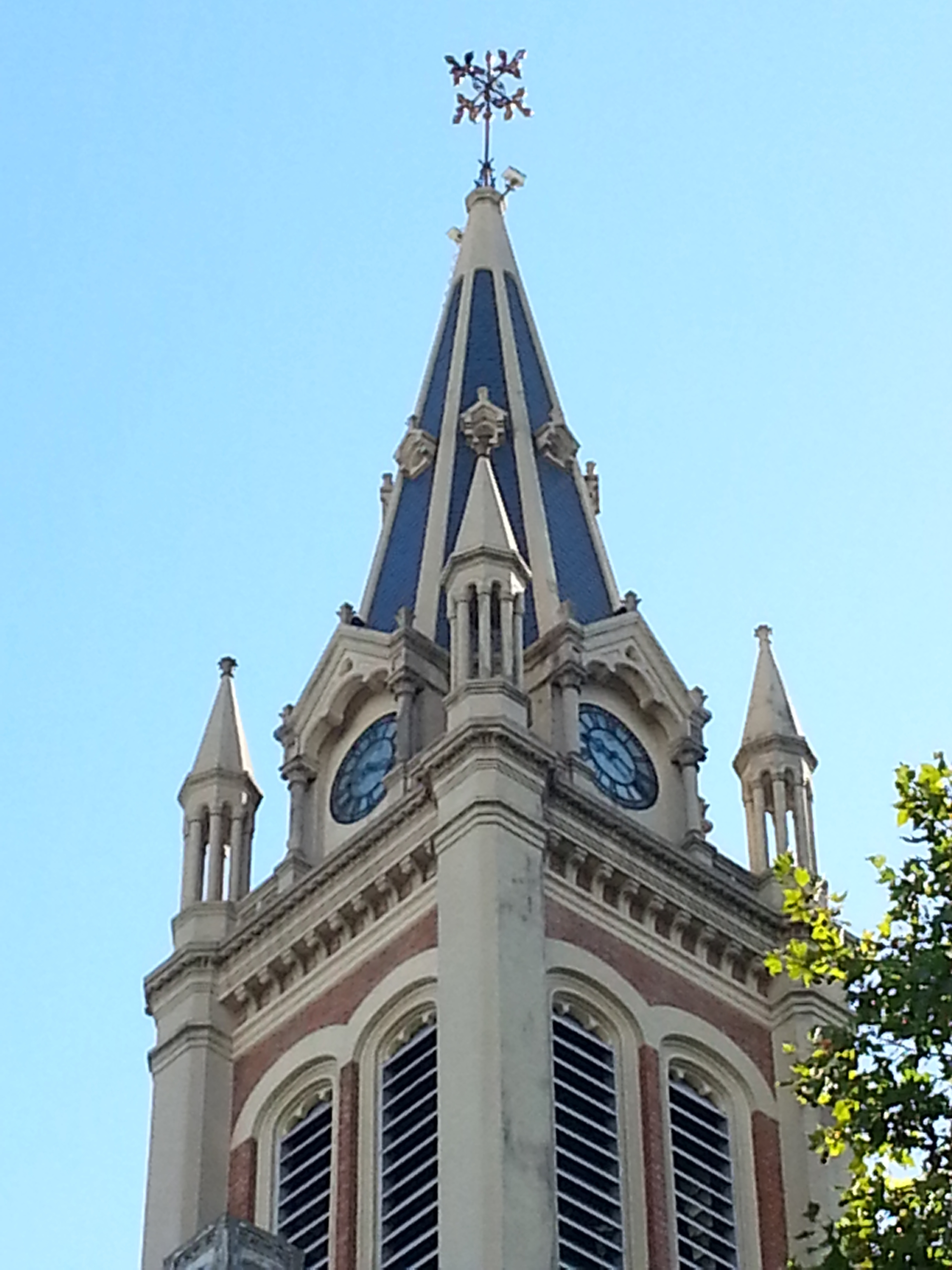
Torre campanario

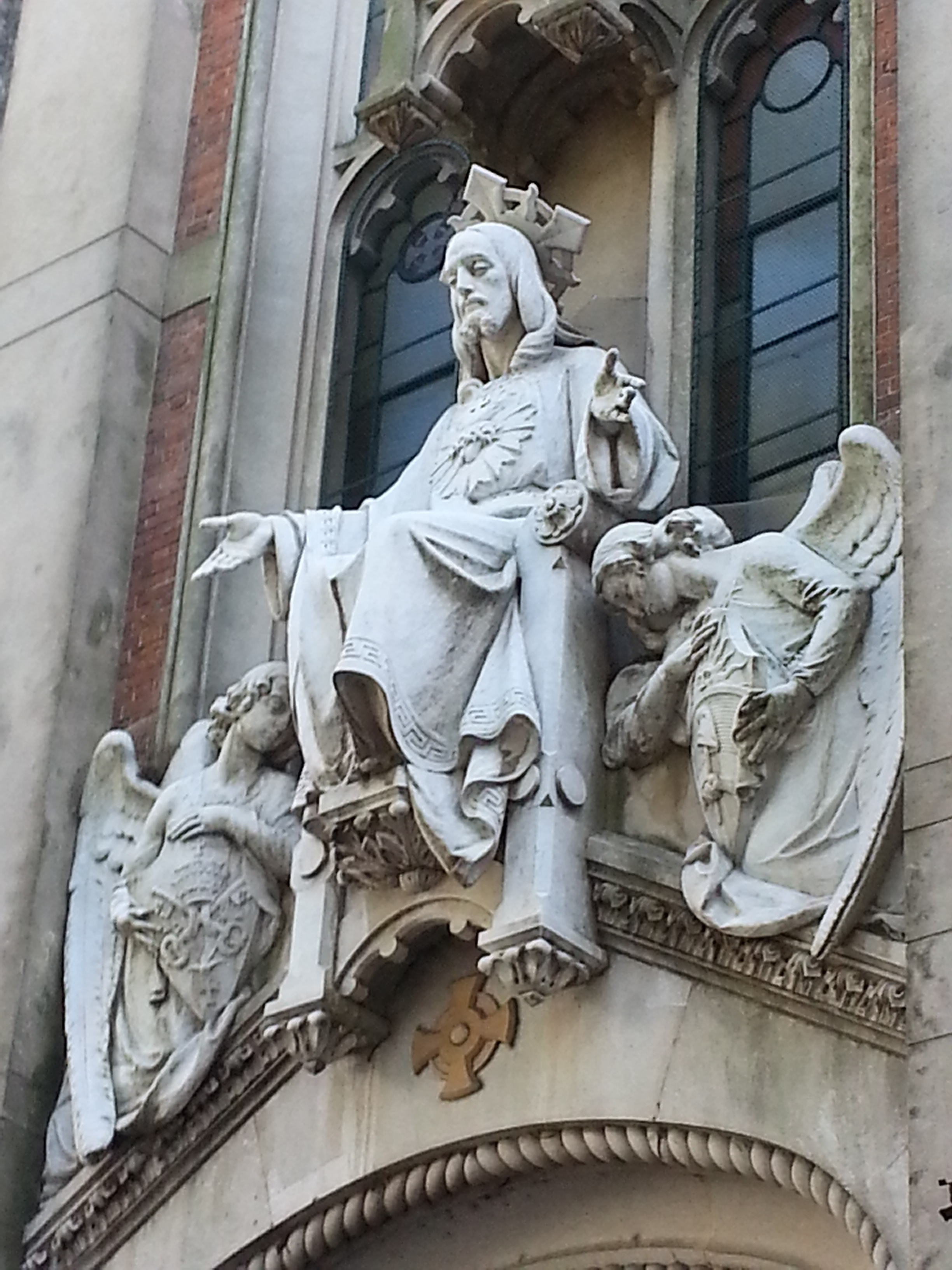
Pantocrátor

Aumenta la majestad de la fachada el campanario que se levanta en medio hasta alcanzar, con la extremidad superior de la cúspide, la altura de cincuenta metros desde el suelo sin que se confundan en lo más mínimo sus líneas generales.
En efecto, corren por todo el frente las características galerías que siguen la inclinación de las vertientes, estando éstos y otros ornamentos en armonía con todas las demás partes del edificio. Para facilitar el ingreso se abren tres puertas: una más ancha en el medio y sobre ornamentada de frontispicio que forma cuerpo de decoración con la gran ventana del centro, y dos puertas laterales más pequeñas, cada una sobre el eje de la nave respectiva.
Ernesto Vespignani

Vespignani reiteró el uso del ladrillo a la vista en todas las envolventes exteriores, intercalado con el revoque sobre elementos, como las ornamentaciones o las pilastras adosadas. En la fachada principal reforzó la verticalidad de la torre central utilizando las pilastras con las que remató las esquinas de los tres cuerpos de distintas alturas que la componen. A su vez se permitió ciertas licencias decorativas muy puntuales que se acercaron a la corriente anti-academicista de la arquitectura modernista, centrada principalmente en el grupo escultórico del cuerpo principal y la marquesina ubicados por sobre la puerta de ingreso.

#### Torre campanario
La torre campanario domina el ingreso principal a la basílica y otorga verticalidad a su frente. Constituye el eje de simetría del templo y se corresponde con buena parte de la fachada de la nave principal. Jerarquizada por la escalinata de entrada al templo, la base de la torre campanario se ubica sobre el pórtico del edificio con lo cual constituye el marco de acceso al interior de la basílica. Planificada en principio de unos 50 m de altura, terminó por alcanzar 64 m. Se integra así el carácter macizo de la fachada con la marcada verticalidad, combinación típica de las construcciones carolingias y románicas. Como señala Landoni, Vespignani hizo referencia a un «verticalismo gótico», enfatizado por elementos como la aguja de la torre, las columnas que recorren toda la altura y que, en el caso de la fachada principal, continúan desde el acceso al templo hasta el campanario y los ventanales alargados rematados en rosetones. Los templetes de coronamiento –otro recurso típico del estilo románico– también enfatizan la línea vertical.

#### Pantocrátor
En el frente del templo y por encima de la portada destaca el pantocrátor, elemento típico del arte bizantino también utilizado en el románico. Se trata de una imagen escultórica realizada en un bloque único de mármol blanco, tallada por el artista salesiano Quintín Piana en la antigua Escuela de Artes y Oficios, actual Colegio Pío IX. En este grupo escultórico, Cristo se encuentra sentado, flanqueado por dos ángeles a sus pies. En lugar de mostrar la mano levantada como es típico en un pantocrátor, Cristo presenta los brazos sutilmente abiertos y las palmas de las manos visibles y dirigidas hacia abajo, en señal de acogida y bendición.

### Niveles del templo
La basílica está constituida por dos espacios claramente diferenciados:
(1) la cripta, llamada también «templo inferior», situada por debajo de la superficie; y
(2) el templo propiamente dicho, ubicado por encima de ella.
A su vez, el templo presenta dos niveles, aunque espacialmente están unidos en una doble altura:
(a) el «templo medio» para albergar a los feligreses, y
(b) las «galerías» superiores, tal el nombre que el arquitecto Vespignani le diera, también llamadas «templo superior», o «tribunas» concebidas para ser utilizadas por el alumnado.

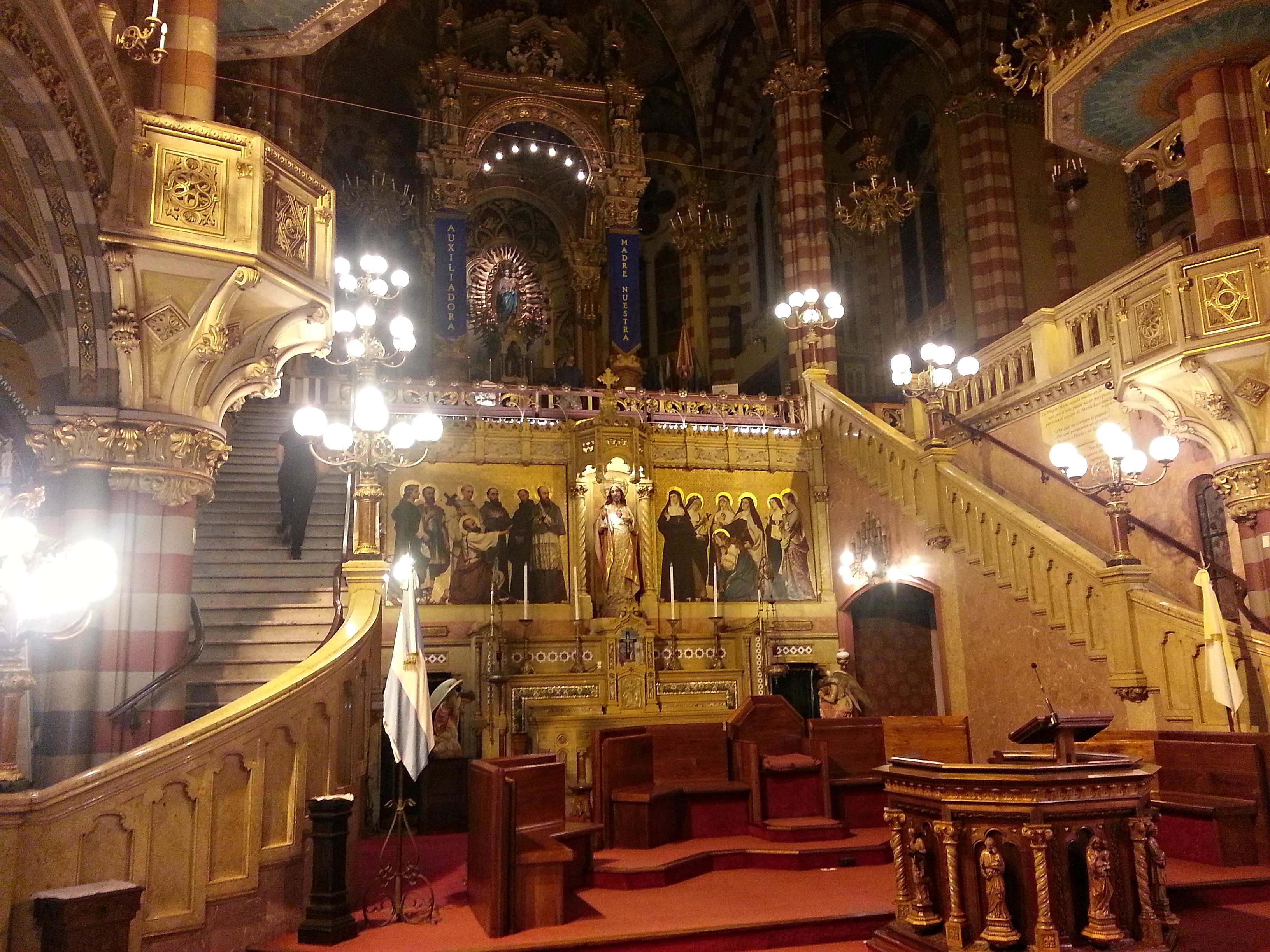
Vista general del altar mayor del templo medio. Dos escalinatas de mármol permiten el acceso al templo superior, donde se encuentra el camarín de María Auxiliadora.

Con su concepción de los tres niveles, el arquitecto Vespignani simbolizó los tres estadios de la Iglesia: la Iglesia purgante se representa con la cripta; la Iglesia militante se simboliza con el templo medio o nave principal, mientras que la Iglesia triunfante tiene en las galerías superiores su representación. Estas expresiones metafóricas son una constante en la obra de Ernesto Vespignani, y su descifre es posible gracias a las memorias descriptivas de sus trabajos.

#### Cripta
Al igual que el «templo medio», la cripta está constituida por una nave central y dos naves laterales, separadas entre sí por voluminosas columnas octogonales. La cripta se caracteriza por su carácter sobrio, despojado de ornamentación, y por la horizontalidad de sus proporciones. En el decir de su autor:

[...] tímida y como incierta en su principio, es necesario que vaya desarrollándose a medida que llega al Sancta sanctorum encerrando entre las curvas y las fajas bizantinas todo el simbolismo de las catacumbas, de modo que por él nos podemos también desde estos lejanos países, remontarnos a los tiempos de fe, caridad y candor de aquellos invictos campeones, [...] los mártires.
Ernesto Vespignani

El punto de máxima relevancia viene dado por un baldaquino sostenido por cuatro columnas cilíndricas de granito pulido, debajo del cual se ubica el altar mayor de mármol de color beis. Bajo la mesa del altar se ubica en bajorrelieve una obra representativa del purgatorio, realizada por el artista turinés Sassi. De la misma forma que en el templo medio y el templo superior, las columnas se ornamentan con franjas estriadas y el cielorraso está pintado de color azul cerúleo.

#### Templo medio y galerías superiores
Con sus 67 m de largo y 27 m de ancho, y una superficie aproximada de 1 800 m², el templo propiamente dicho se construyó a una altura de 1,50 m por sobre el nivel del terreno. A él se accede mediante la escalinata principal. Su verticalidad, su organización espacial amplia y su profusa decoración lo vuelven totalmente distinto en aspecto a la cripta, aunque la superficie que ocupa es prácticamente idéntica. Carece de la típica y simbólica planta en cruz latina; de hecho, el crucero casi no se percibe desde el interior y es poco marcado desde el exterior, a diferencia de las iglesias románicas de peregrinación, como la Catedral de Santiago de Compostela. También está ausente el deambulatorio, reemplazado en cierta forma por las naves laterales. En cambio, gana en importancia el recorrido longitudinal, más propio de las abadías.
La planta presenta tres naves separadas espacialmente por pilares polistilos. A su vez las naves laterales dan lugar a las capillas adjuntas. Existen dos altares frontales, con las imágenes de san Juan Bosco (nave lateral izquierda) y la Sagrada Familia (nave lateral derecha). En los ábsides de las capillas adjuntas se ubican altares dedicados a distintos santos y beatos (Carlos Borromeo, Artémides Zatti, Nuestra Señora del Rosario, Francisco de Sales, Teresa del Niño Jesús, y Domingo Savio y Laura Vicuña, representados estos últimos caminando juntos), los que alternan con espacios destinados a la celebración del sacramento de la reconciliación. Las naves laterales son de menor altura y presentan decoración más sobria.

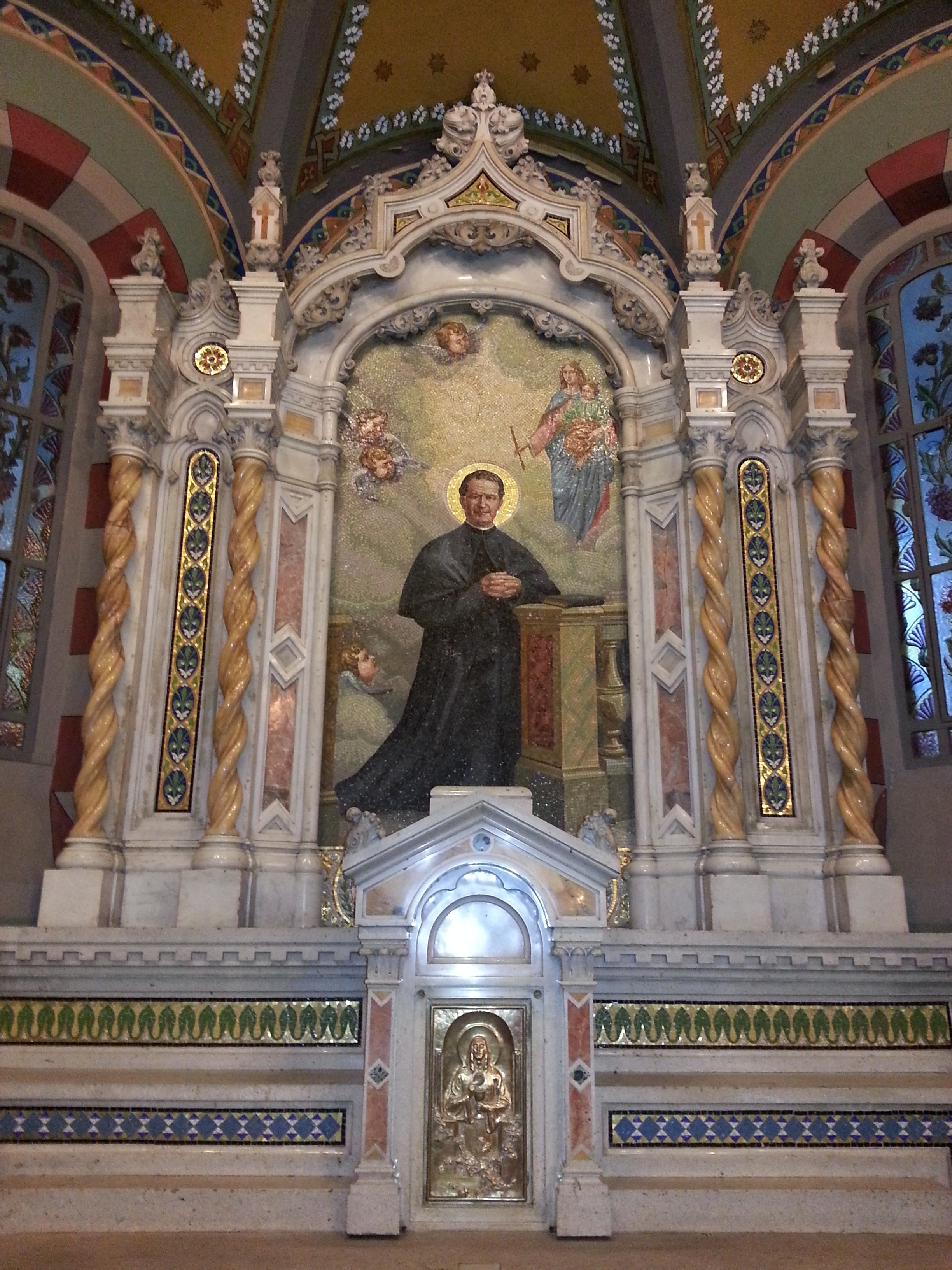
Altar dedicado a san Juan Bosco
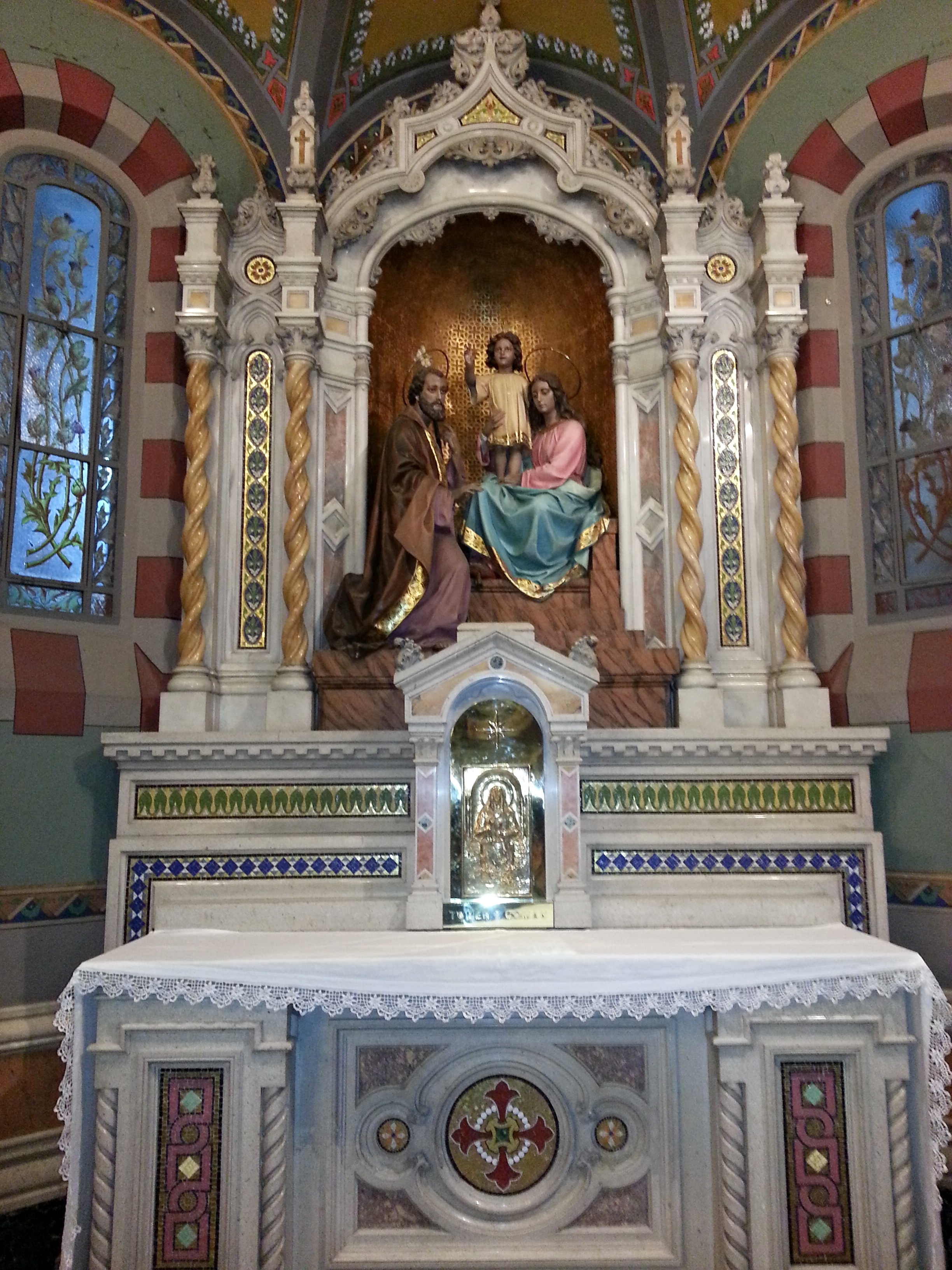
Altar dedicado a la Sagrada Familia
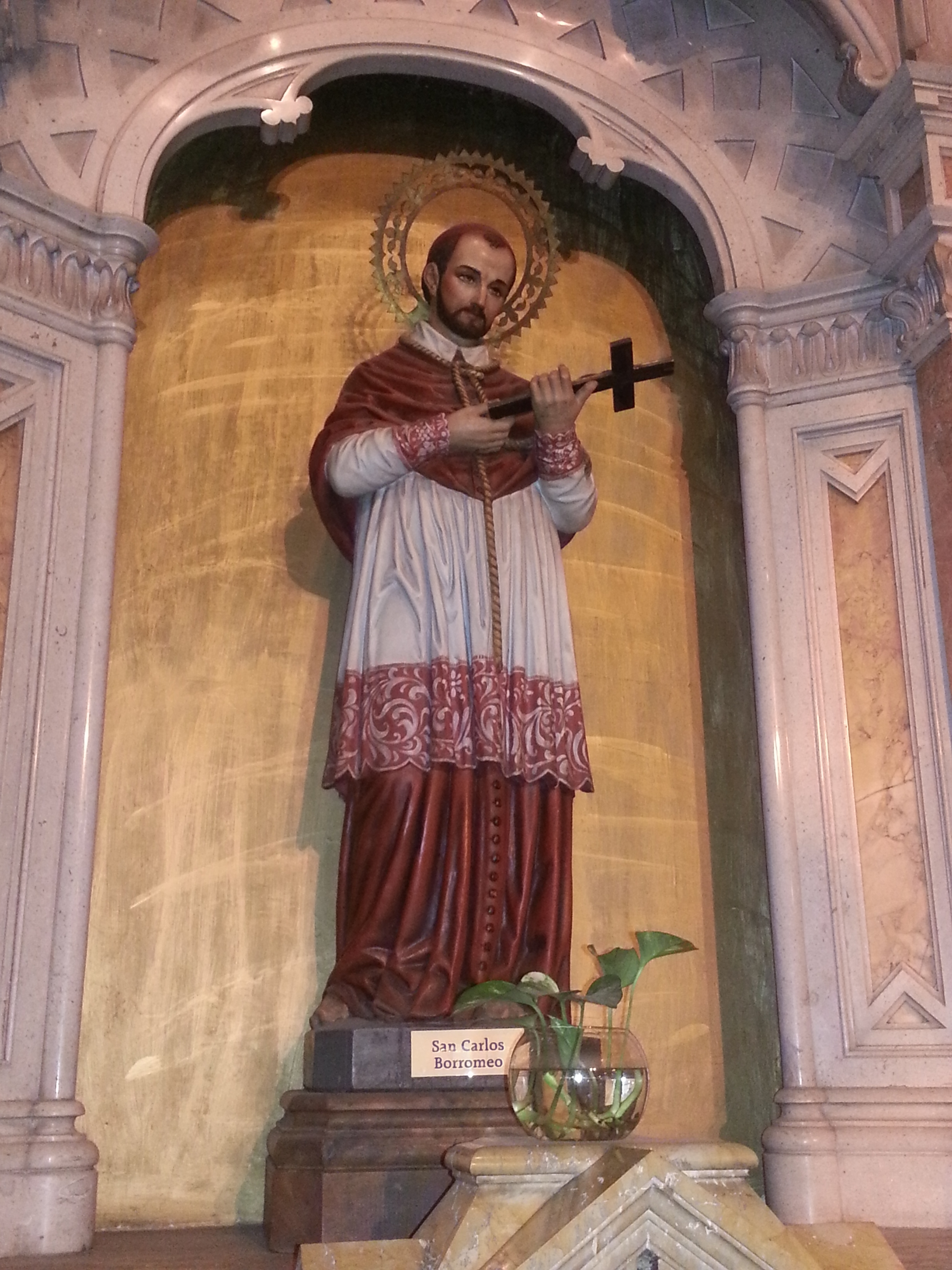
Altar dedicado a san Carlos Borromeo
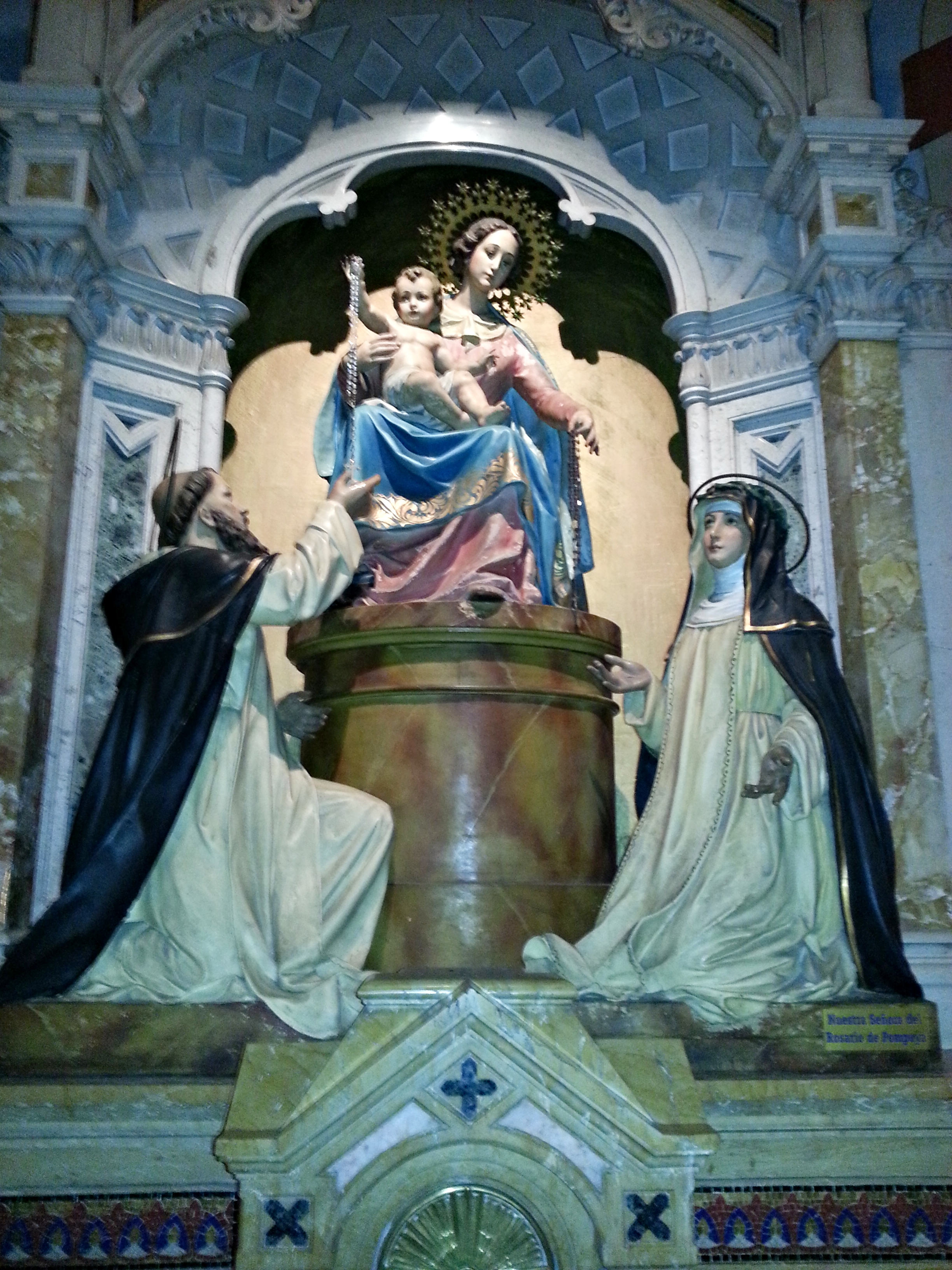
Altar dedicado a Nuestra Señora del Rosario de Nueva Pompeya

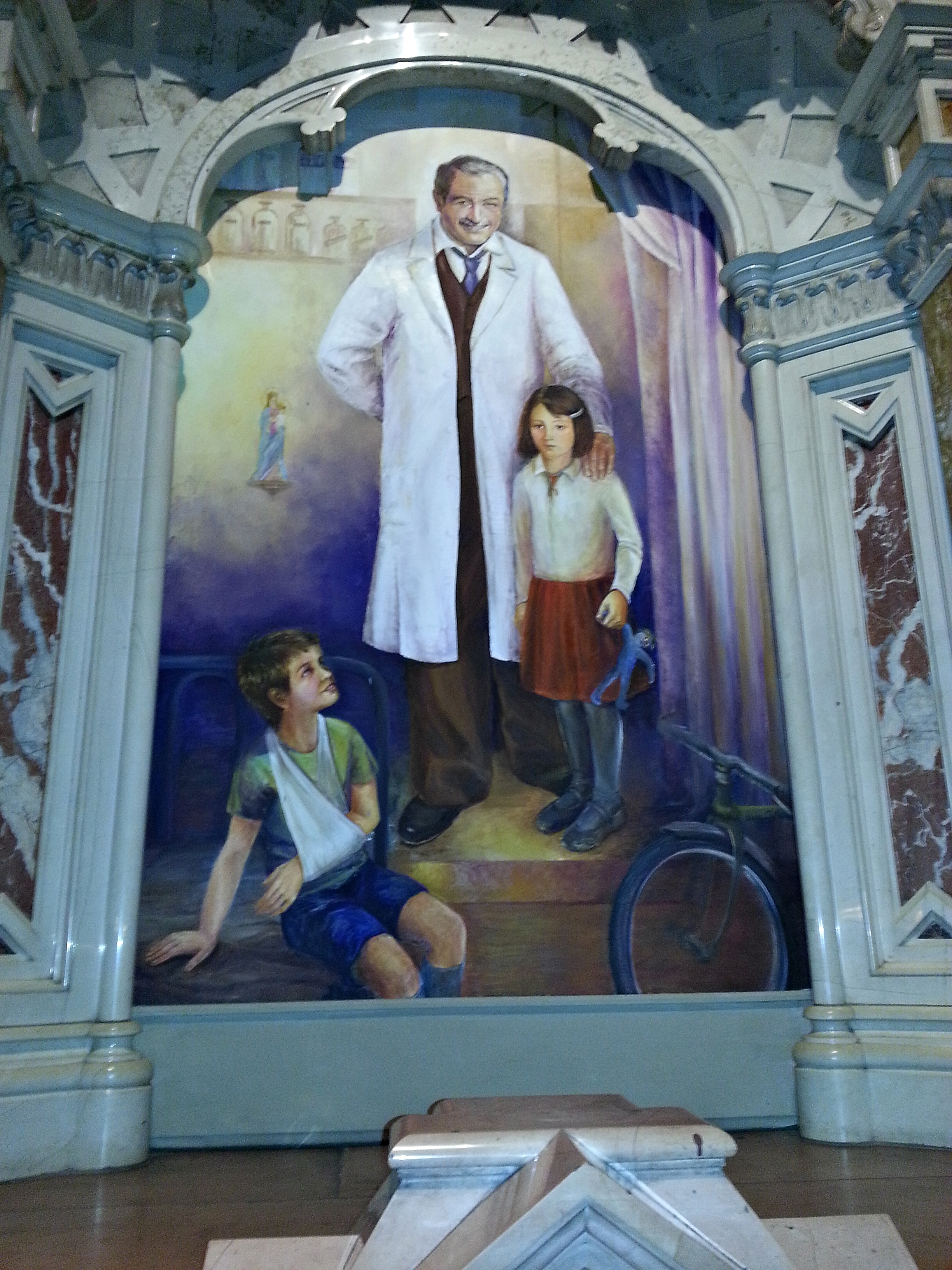
Altar dedicado a san Artémides Zatti
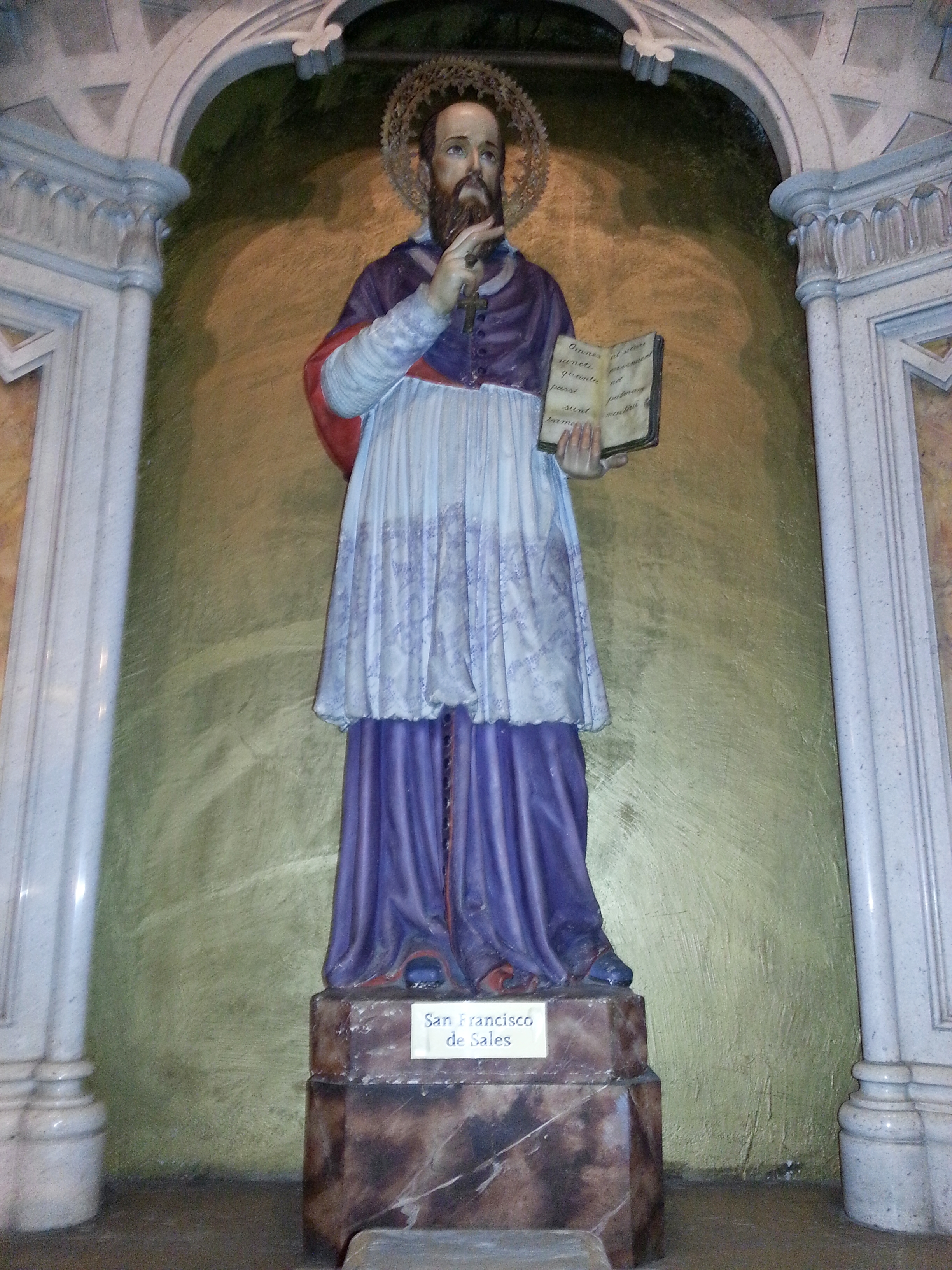
Altar dedicado a san Francisco de Sales
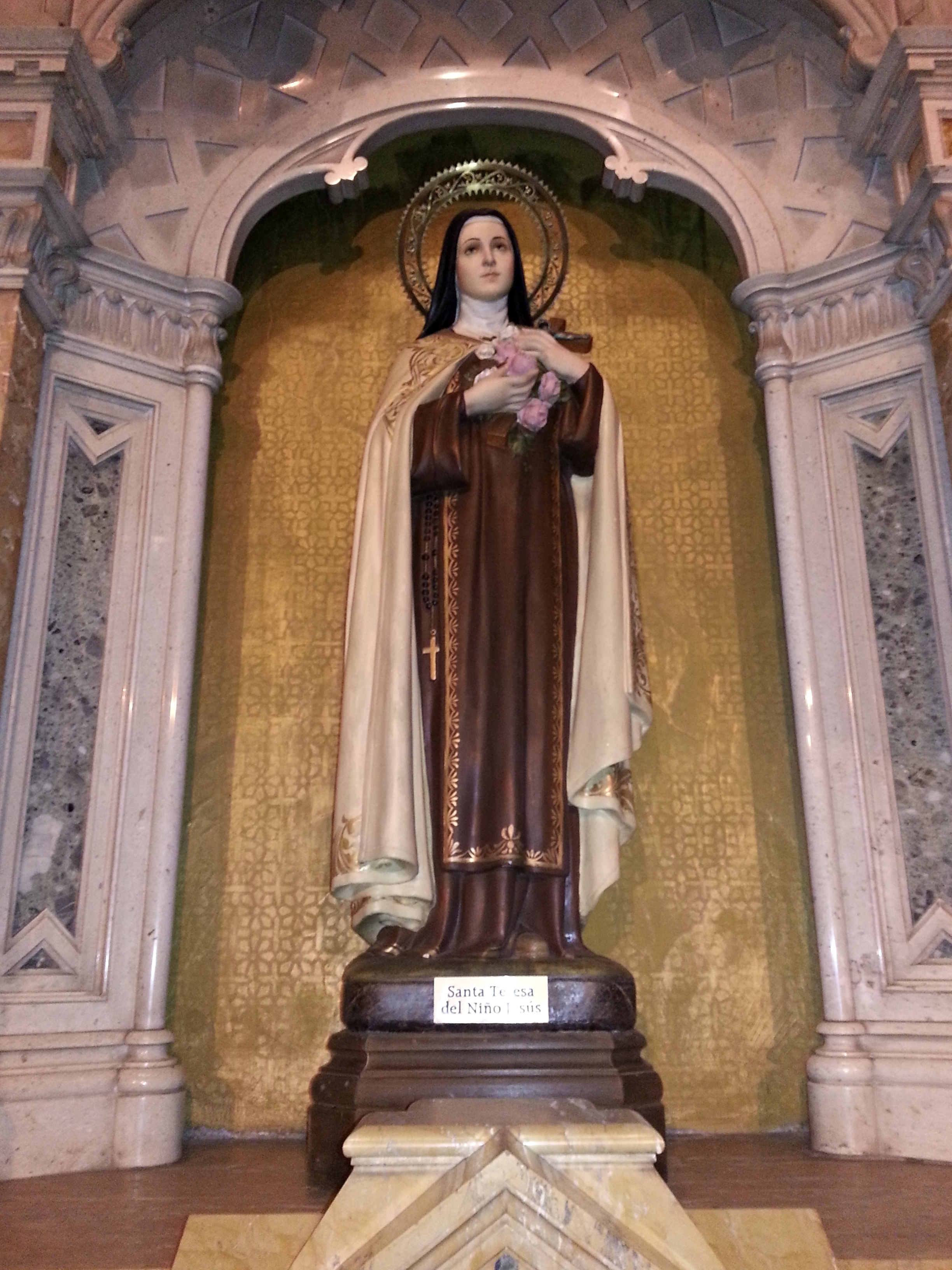
Altar dedicado a santa Teresa de Lisieux
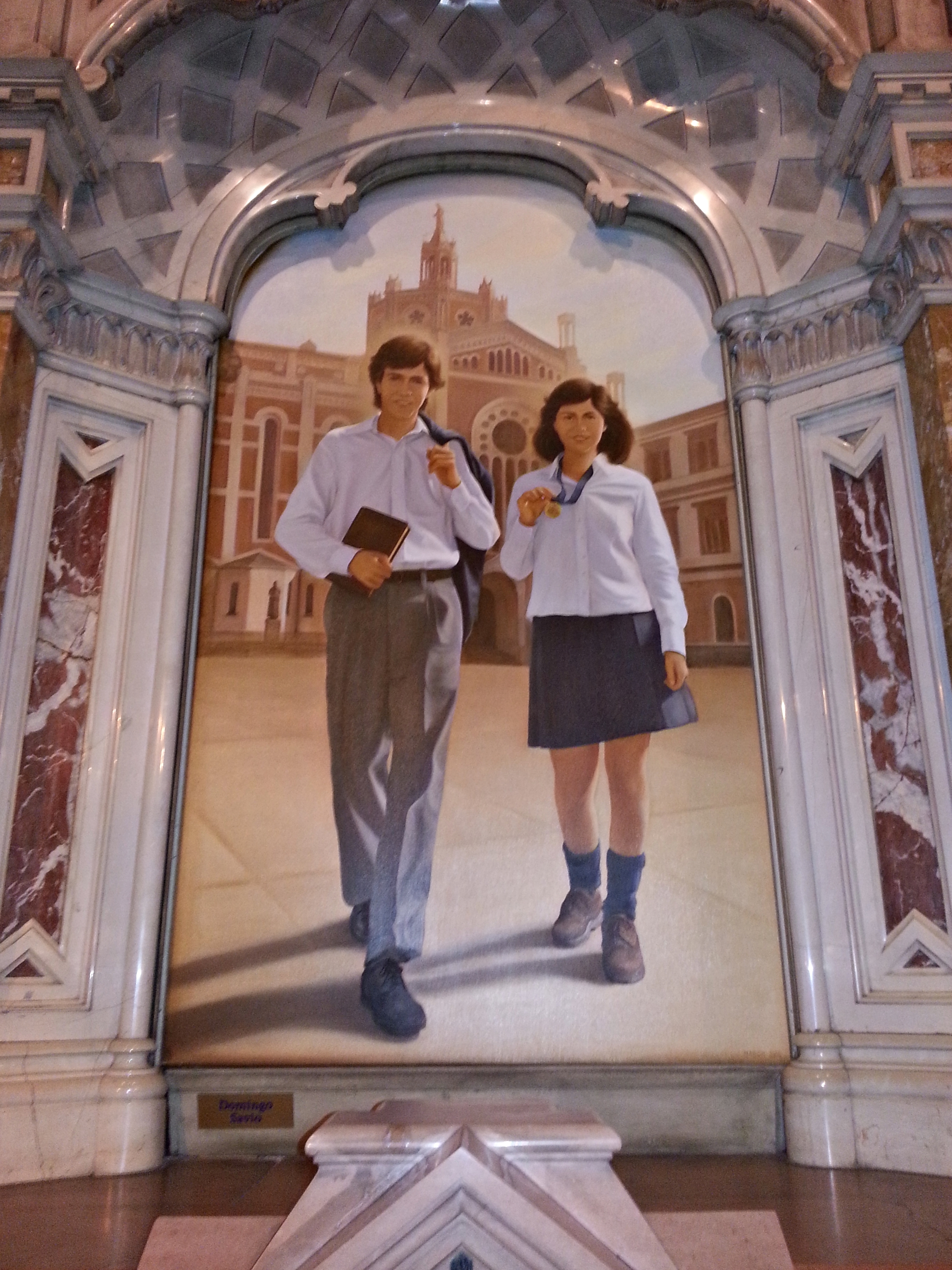
Altar dedicado a santo Domingo Savio y a la beata Laura Vicuña

### Cúpula

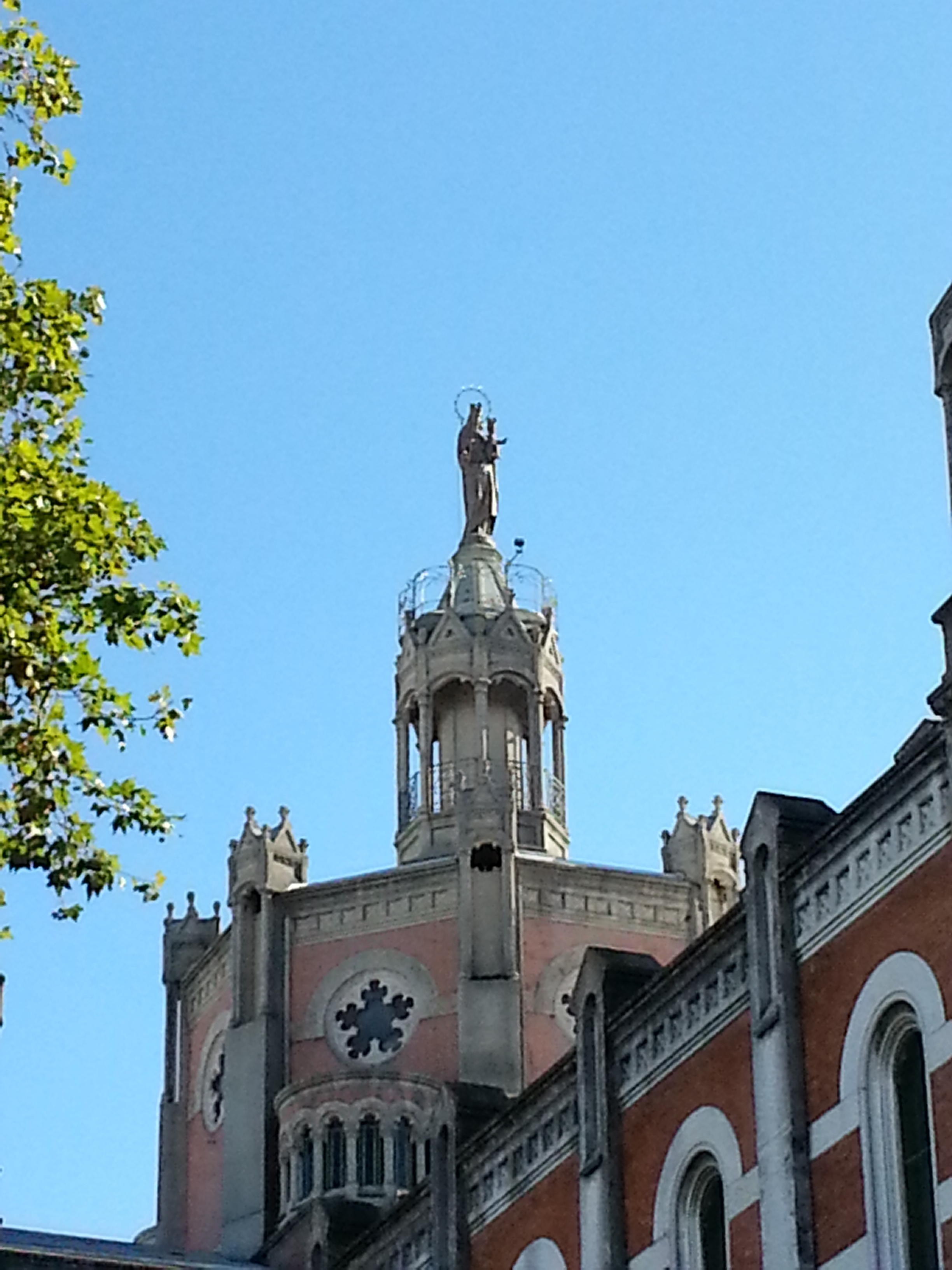
Cúpula de perímetro octogonal, coronada por una linterna

La cúpula, que cubre el presbiterio, tiene un perímetro octogonal, y remata en una bóveda a 45 metros del suelo. Allí se asienta una linterna que sustenta una imagen de María Auxiliadora de cinco metros de altura, bendecida el 18 de mayo de 1906.

Hay en el templo una interesante secuencia espacial que se va dando desde los ritmados tramos de bóvedas de crucería de la nave central -que remata con dos púlpitos en el transepto a la altura de las tribunas laterales y que enmarcan el camarín de María Auxiliadora, continúa con la presencia de bóveda cupular de tambor octogonal que cubre el presbiterio y sube por dos escaleras laterales al altar inferior, por donde se accede a las tribunas y al altar mayor [...]. Aquí Vespignani no solamente retoma la esencia puramente formal del románico lombardo, sino que reinterpreta el recorrido peregrinal del medioevo adaptándolo al contexto. La profusión de decorado perfectamente estudiado, la utilización de la policromía y los dorados, las bóvedas pintadas, los vitrales y la cúpula octogonal, hacen que a esta obra ecléctica se la pueda asociar directamente con la románica Capilla Palatina de Aquisgrán.
Pedro David Cufré

### Camarín de la Virgen

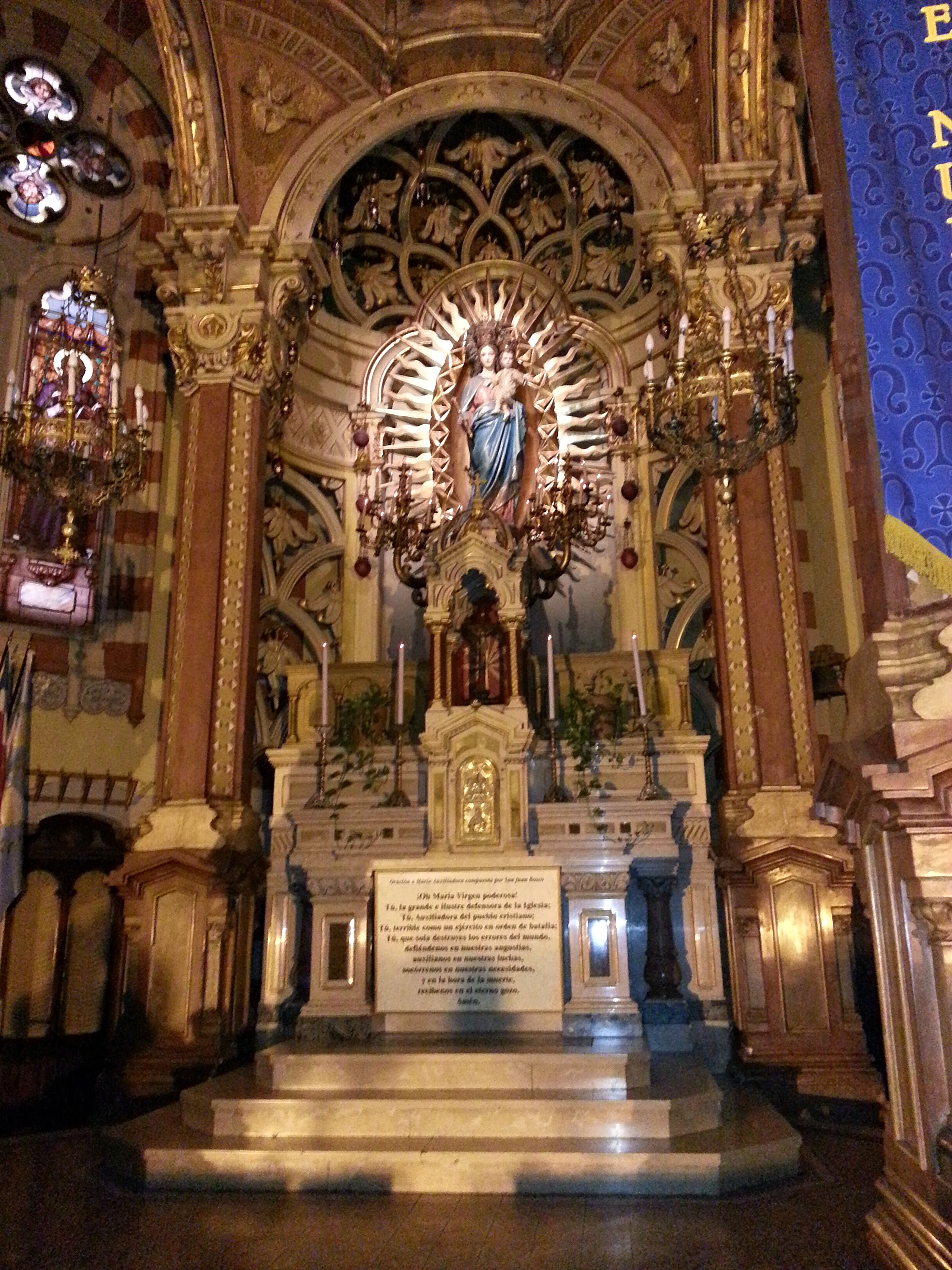
Camarín de María Auxiliadora, foco espiritual de la basílica. La imagen fue bendecida personalmente por Juan Bosco.

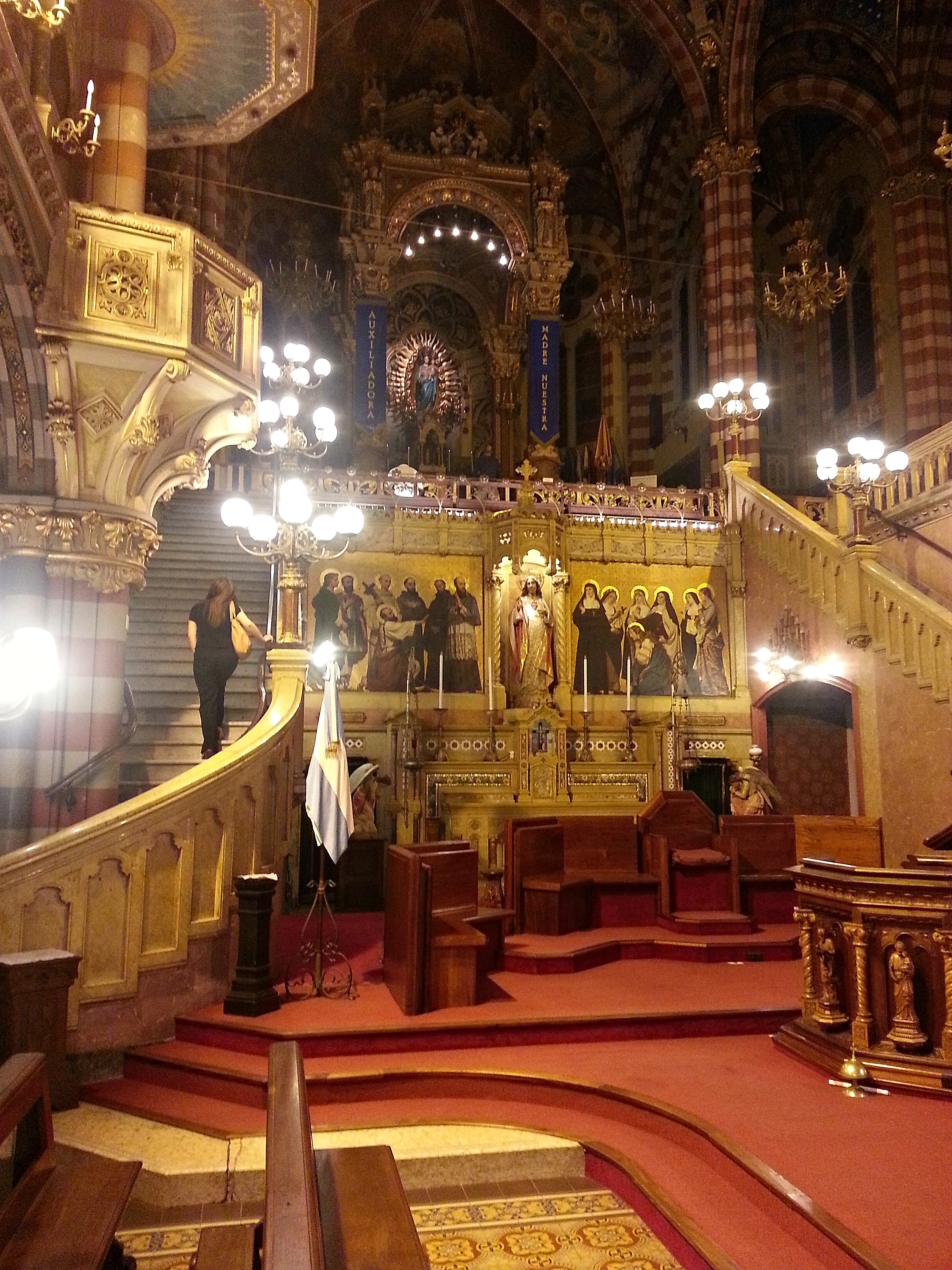
El acceso al camarín de la Virgen por las empinadas escalinatas simboliza para los creyentes un peregrinaje interior

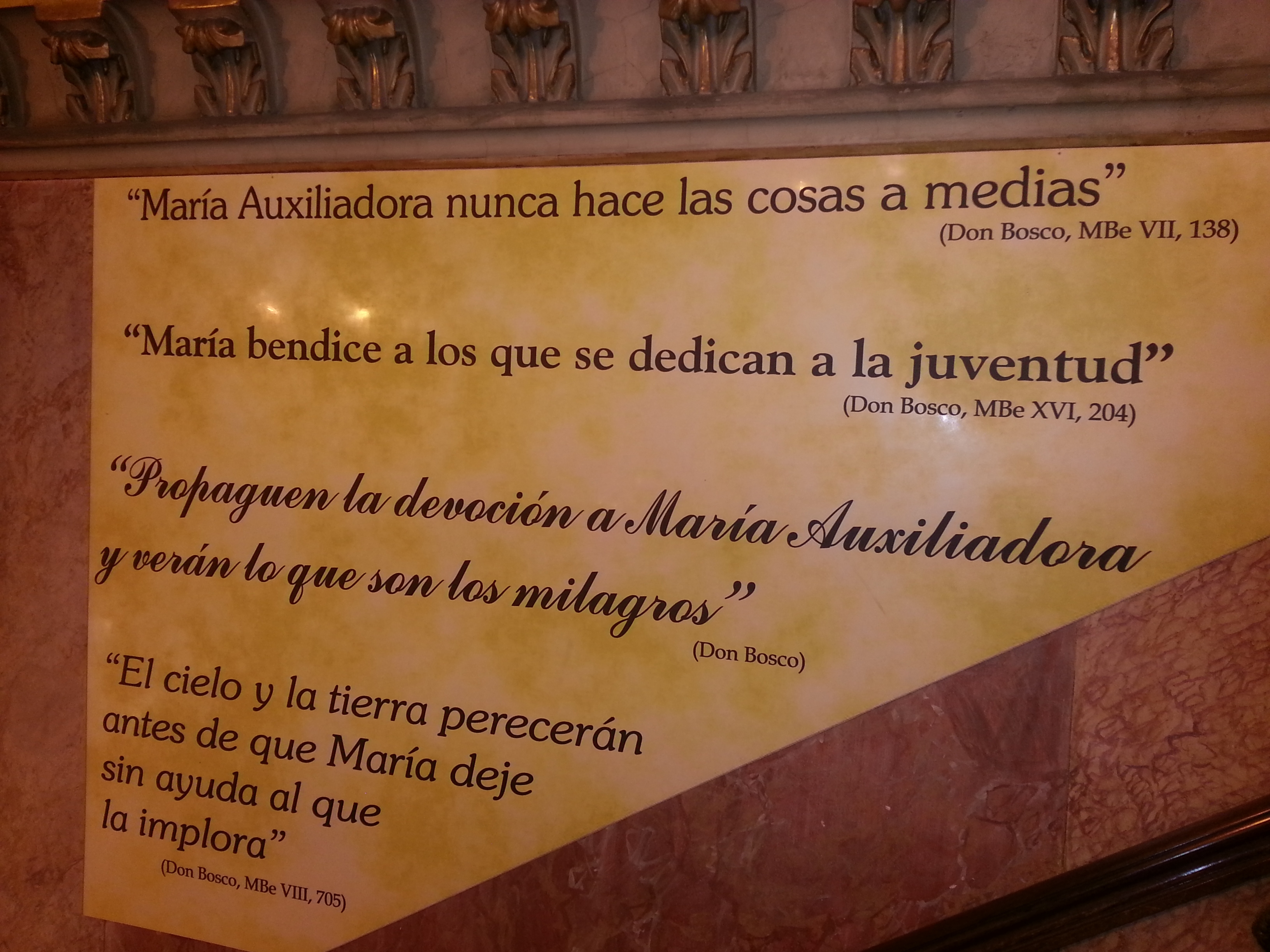
En las escalinatas que conducen al camarín de la Virgen se observan varias leyendas con dichos de Juan Bosco

El templo superior alberga el camarín de la Virgen, al que se accede desde el templo medio por dos empinadas escalinatas de mármol ubicadas a ambos lados del altar mayor, las cuales plantean en su recorrido un verdadero peregrinaje interior hacia el lugar que se considera centro de la espiritualidad salesiana del templo, la imagen de María Auxiliadora conocida popularmente como «la Virgen de don Bosco».

[...] en el camarín [...] se centra el foco no solamente espacial, sino espiritual de la congregación, la presencia de la Virgen [...]
Pedro David Cufré

El 23 de marzo de 1903, se concedió a los salesianos de la Argentina la guarda de esa figura de María Auxiliadora, que había sido bendecida por san Juan Bosco en Turín en 1885. Vespignani la trasladó de París a Buenos Aires en 1904. Llegó a Buenos Aires en 1905 y se colocó provisoriamente en la cripta. La misma fue entronizada en su lugar definitivo el 24 de mayo de 1910, en la festividad litúrgica de María Auxiliadora y en la víspera del centenario de la Revolución de Mayo y es hasta hoy motivo de veneración por parte de los fieles católicos. Finalmente, el 24 de mayo de 1956, la imagen de María Auxiliadora ubicada en el camarín recibió la coronación canónica pontificia.

## Ornamentación

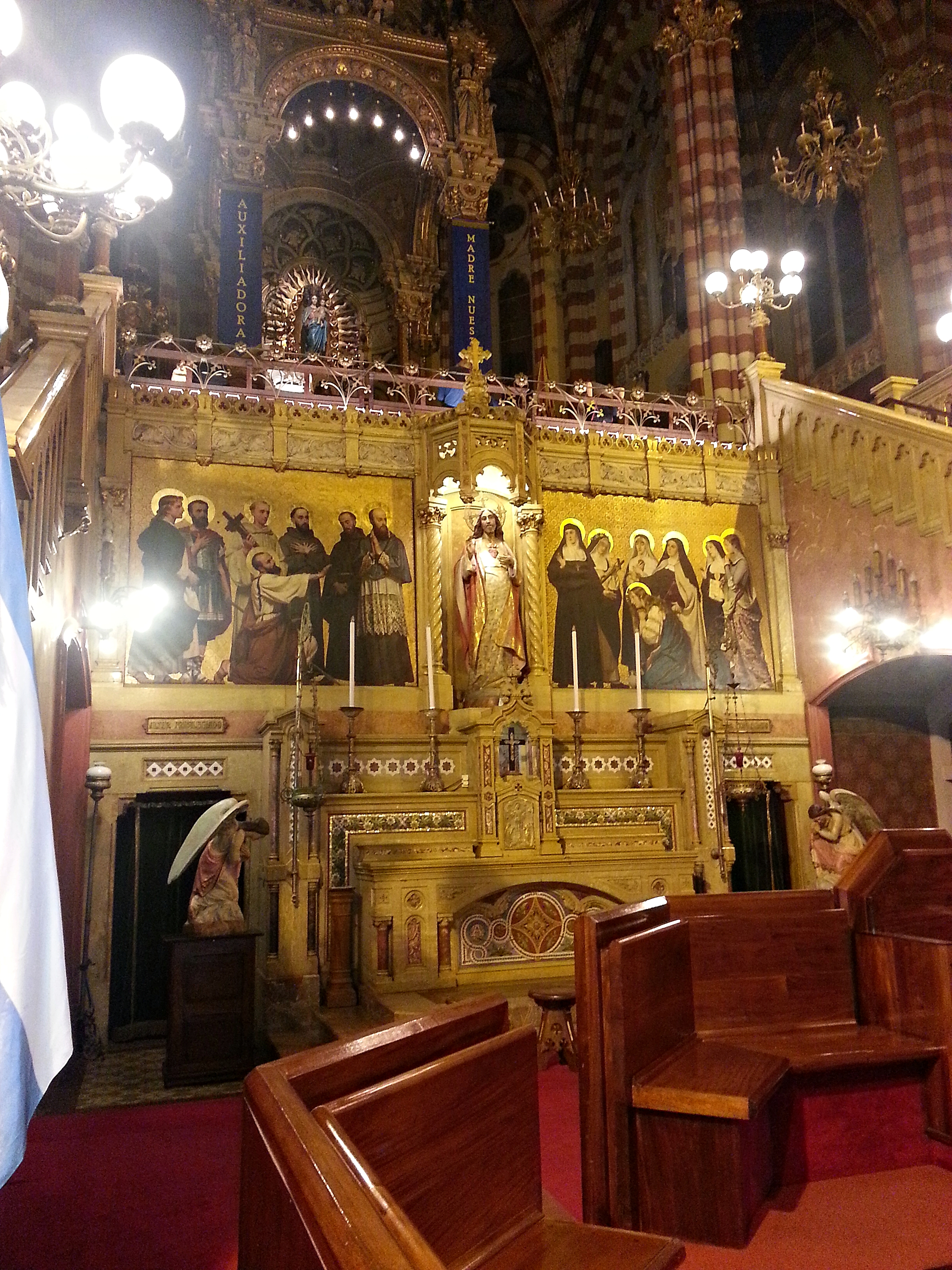
En el altar principal, la imagen central de tamaño considerable es una estatua del Sagrado Corazón de Jesús. La misma se acompaña con un mural en el que se disponen las figuras de catorce santos —siete varones y siete mujeres— con las miradas enfocadas en su mayoría en la imagen principal, todos ellos vinculados con la devoción al corazón de Jesucristo.

La ornamentación del templo medio y de las galerías superiores es abundante en materiales y objetos de calidad. Ya el ingreso a la basílica permite apreciar un contraste manifiesto entre el exterior del edificio, sobrio y austero, y el interior con frondosa decoración.
Además de su función de sustentación, las columnas espigadas tienen un objetivo relevante desde el punto de vista de la organización y ornamentación del templo. Con sus 15 metros de altura y sus capiteles románicos con motivos vegetales, las columnas constituyen la divisoria entre las naves. Además, las columnas son en buena medida responsables del espíritu festivo del ambiente, ya que están ataviadas de fajas horizontales en colores beige y rojo ladrillo. Ese predominio de rojos, junto con otros ornamentos dorados que presenta la basílica, le otorgan al conjunto del ambiente un carácter vivaz y alegre.

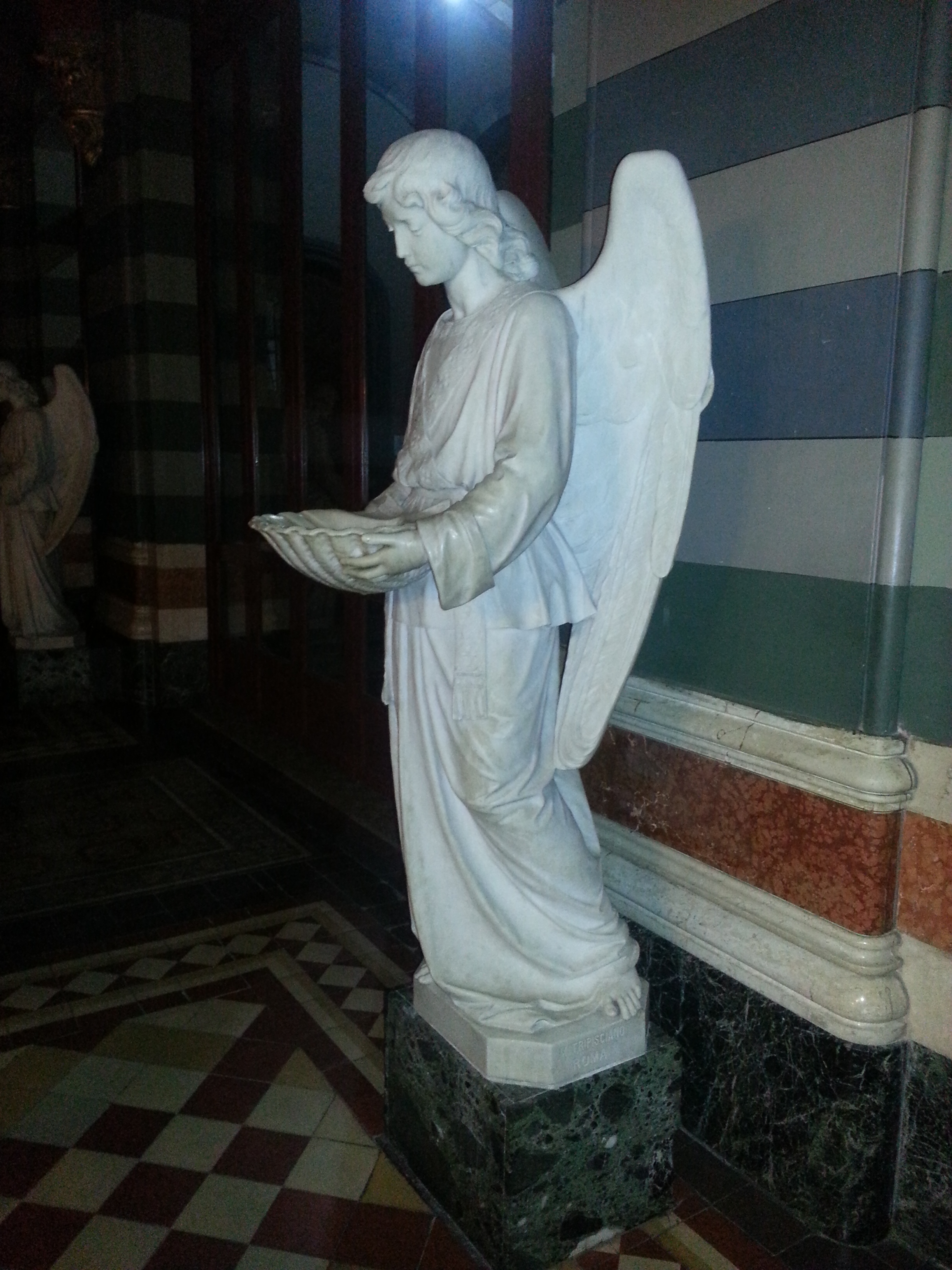
Escultura de ángel sosteniendo una pileta con agua bendita

Al igual que el bajorrelieve del altar de la cripta, el altar mayor del templo medio fue realizado por el escultor turinés Sassi. En el altar principal, la imagen central es una gran estatua del Sagrado Corazón de Jesús que se encuentra acompañada con un mural donde se disponen las figuras de santos —siete varones y siete mujeres— con las miradas enfocadas en su mayoría en la imagen principal, todos ellos vinculados de una forma y otra con la devoción al corazón de Jesucristo: son, desde la periferia hacia el centro, san Juan el Evangelista, san Longino, santo Tomás el Apóstol (arrodillado), san Bernardo de Claraval, san Francisco de Asís, san Francisco Solano y san Francisco de Sales, por una parte; y por otra, la beata Ángela de Foligno, santa Gertrudis de Helfta, santa Teresa de Jesús, santa Catalina de Siena, santa María Magdalena (arrodillada), santa Rosa de Lima y santa Margarita María Alacoque. En 1906, Enrique Vespignani trasladó desde Italia buena parte de los mármoles que hoy revisten los muros y las bases de las columnas, como también aquellos en los que se esculpieron los ángeles portadores de las piletas de agua bendita. Los confesonarios en madera tallada complementan este ambiente fastuoso.
En las galerías o templo superior, el azul cerúleo estrellado de las bóvedas simboliza el cielo y los floreados arabescos a las diferentes virtudes. Las ventanas esbeltas, así como los ventanales del crucero y los de la cúpula, son vitrales con decoraciones policromas que destacan con la luz natural. También destacan las arañas colgantes con tulipas de cristal de Murano.

## Órgano

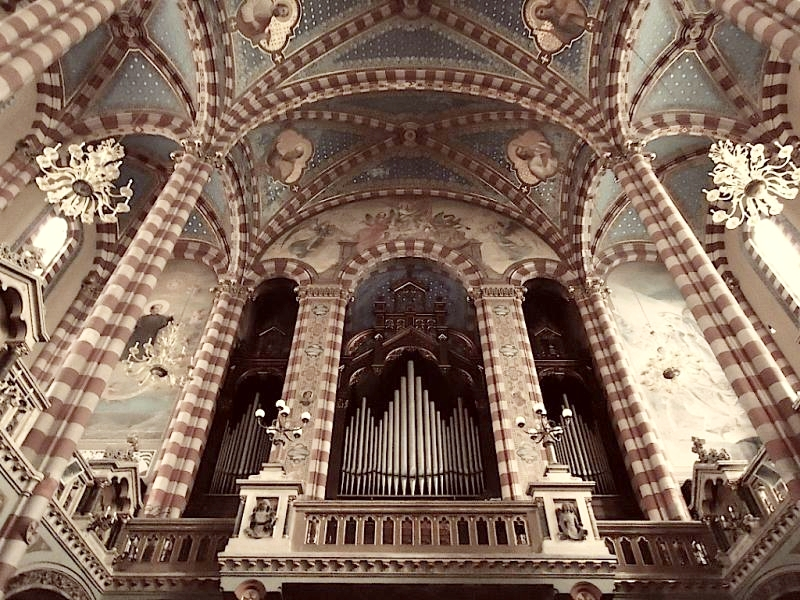
Órgano «Carlo Vegezzi Bossi» (Italia, 1910), visto desde el templo medio

Entre los elementos valiosos que el templo presenta en sus galerías superiores se encuentra un órgano «Carlo Vegezzi Bossi» (Italia, 1910), considerado entre los más distinguidos de Buenos Aires. Este instrumento de teclado toma su nombre del célebre organero italiano (1858–1927), máximo exponente de una dinastía familiar constructora de órganos que se iniciara en el siglo XVI, y que se hiciera célebre por sus instrumentos sinfónicos románticos. Este hermoso instrumento italiano combina la clásica tradición ripiena con los elementos orquestales románticos desarrolladas por Vegezzi Bossi. El sistema original se accionaba de forma neumática. Este instrumento fue inaugurado por el virtuoso Luis V. Ochoa el 11 de mayo de 1911, en presencia del compositor italiano Pietro Mascagni. El órgano era originalmente de accionamiento neumático. En 1990 se efectuó una reforma a cargo de Amadini-Weinhold (Buenos Aires, Argentina) en la que se procedió a la electrificación del instrumento, que contaría a partir de entonces con comando electrónico y nueva consola. La consola original, hoy desconectada, se conserva en la galería superior derecha del templo. En la cúpula del templo, a 50 m del coro, se halla el órgano de eco, cuyo accionamiento es eléctrico ya desde sus orígenes.